# Indigoflugsnappare
Indigoflugsnappare (Eumyias indigo) är en fågel i familjen flugsnappare inom ordningen tättingar.

## Utseende och läte
Indigoflugsnapparen är en mycket vacker blå flugsnappare. Kännetecknande är en liten, mörk ögonmask, vitaktig buk och glänsande akvamarinblått på pannan. Könen är lika. Sången består av en haltande stigande och fallande serie med ljusa visslingar. Bland lätena hörs ett torrt tjatter och hårda "tchak".

## Utbredning och systematik
Fågeln förekommer i höglänta bergsskogar på Stora Sundaöarna och delas in i tre underarter med följande utbredning:
- Eumyias indigo indigo – Java
- ruficrissa-gruppen
  - Eumyias indigo ruficrissa – Sumatra
  - Eumyias indigo cerviniventris – Borneo

## Levnadssätt
Arten hittas i bergsskogar, där den ofta kommer ner nära marken eller sitter på stolpar och trädstumpar intill stigar. Den kan vara rätt tam och lätt att komma nära. Fågeln ansluter gärna till kringvandrande artblandade flockar. 

## Status och hot
Arten har ett stort utbredningsområde, men tros minska i antal, dock inte tillräckligt kraftigt för att den ska betraktas som hotad. Internationella naturvårdsunionen IUCN listar arten som livskraftig (LC).